# Appenzell
Appenzell je obec (okres) ve švýcarském kantonu Appenzell Innerrhoden, jehož je zároveň hlavním sídlem. Nachází se asi 10 kilometrů jižně od St. Gallenu, v nadmořské výšce 778 metrů. Žije zde přibližně 5 800 obyvatel.

## Historie

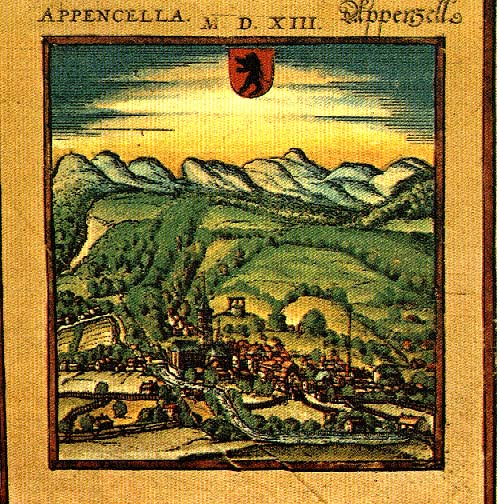
Středověká iluminace Appenzellu (16. století)

První zmínka o vesnici Appenzell (pod názvem Abbacella) pochází z roku 1071 z nadační listiny farnosti Mauritius, která byla postavena na vykácené půdě (in novali loco). Dalšími ranými, ale odborně latinizovanými doklady jsou de Abbatiscella z roku 1223 a Abbatis Cella z roku 1244. Název místa je složeninou starohornoněmeckého abbat „opat“ a starohornoněmeckého zëlla „cela, kaple (sběrné místo pro poplatky, hospodářský dvůr)“ a znamená tedy doslovně „hospodářský dvůr kláštera St. Gallen, regionální úřad pro poplatky v naturáliích, které vybírá majitel (opat) ve vnitřní části země“.
Kolonizace údolní nivy řeky Sitter začala nejpozději v 11. století díky osadníkům, které povolali opati kláštera St.Gallen. Kromě opatského dvora, který pravděpodobně zahrnoval území jižně od dnešního náměstí Landsgemeindeplatz, se v berní rule vytvořené kolem roku 1200 zmiňují také roztroušené osady Brenden, Lank, Lehn a Meistersrüte v okrese Appenzell. Skromné prameny před rokem 1500 neumožňují přesnou rekonstrukci raného vývoje osídlení. První vesnické domy byly pravděpodobně postaveny podél spojovacích cest mezi kostelem a opatským dvorem, podél říšské silnice a dolního toku řeky Gansbach, která udávala vesnici směr východ-západ. Most Metzi, který překračoval řeku Sitter východně od kostela, umožňoval vytvořit malé předmostí jako prodloužení této osy. Východní část tvořil konglomerát obchodních a úředních budov. Appenzell byl v roce 1291 zpustošen vojsky hrabat z Werdenberg-Sargans. Tržní prostor Schmäuslemarkt (jižně od Hauptgasse, naproti radnici) a ohrazené řady domů v ulicích Hauptgasse a Hirschengasse, vytvořené na způsob městských dvorů, pravděpodobně souvisejí s udělením tržního práva roku 1353. Ten byl doplněn o příčnou osu v severojižním směru, stejně jako spojovací cesty a náměstí. Čtvrť Ried jižně od centra obce je výsledkem konání dobročinné nadace roku 1483 ve prospěch chudých vesničanů.

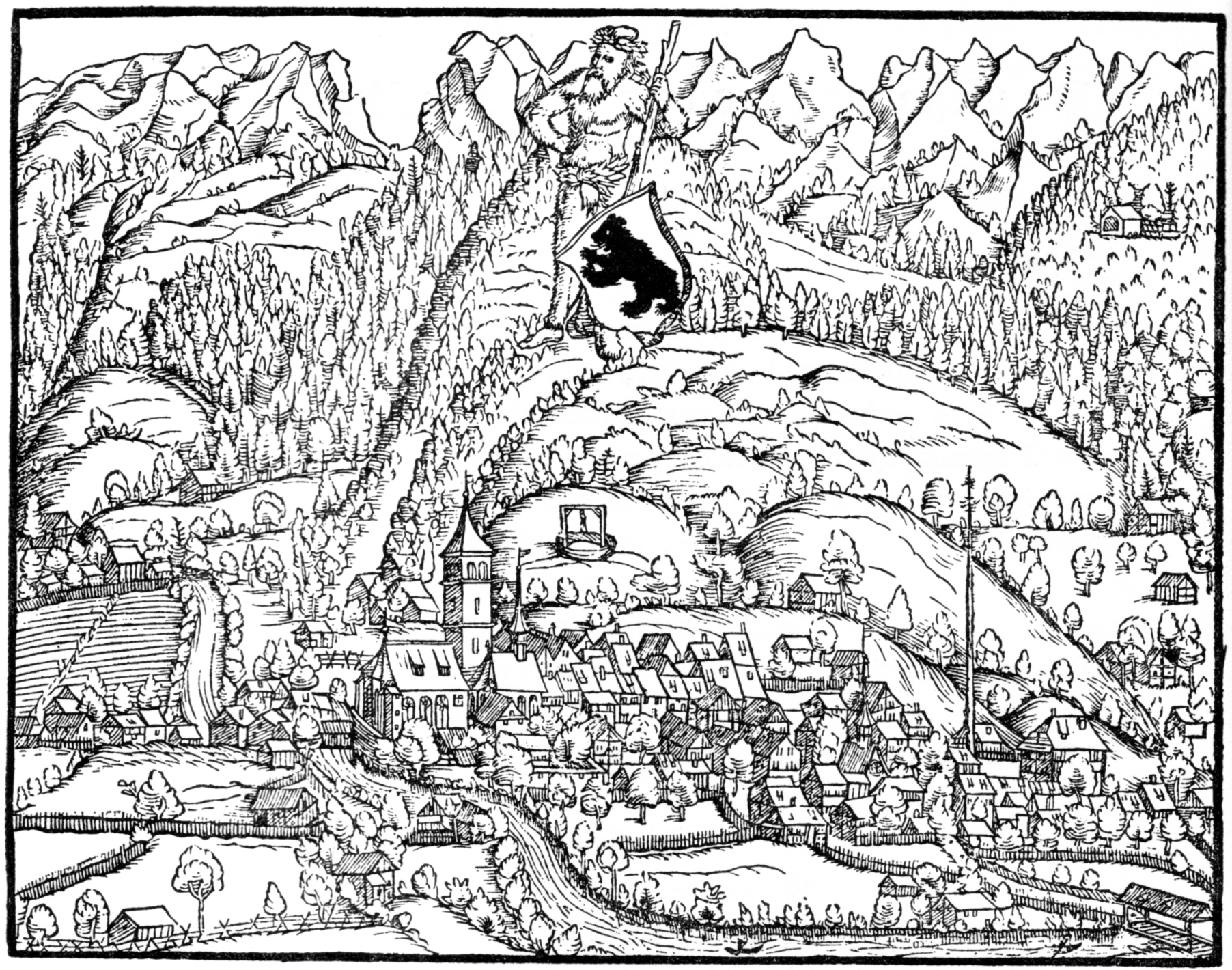
Obec Appenzell, vyobrazená ve Stumpfově kronice z roku 1548

Kolem opatského dvora se pravděpodobně brzy usadili řemeslníci. Od 14. století je doloženo velké množství řemesel a živností a tzv. kniha odpovědí a mandátů obsahuje předpisy a kontroly pro hostinské, mlynáře a řezníky od roku 1547. Díky právu pořádat dva jarmarky a vybírat clo, které bylo uděleno 23. září 1353, se v obci, kde převládalo zemědělství, začal rozvíjet selský obchod a místní živnosti. O obchodních aktivitách svědčí hostinec a míry a závaží z doby kolem roku 1400. Od poslední čtvrtiny 15. století se také konal týdenní trh s přízí a závažím. Nejpozději od konce 40. let 14. století patřil Appenzell k plátenickému zázemí města St. Gallen. Později začali Appenzellští sami navazovat dálkové obchodní styky (1494 Benátky, 1497 Kostnice, kolem 1499 Lyon, 1529 Frankfurt nad Mohanem). Snahy o povýšení obce Appenzell na samostatné plátenické centrum – včetně výstavby vlastního bělidla, bukovny a plátenice (1535–1537) a založení plátenické společnosti (1537) – opakovaně ztroskotaly na tvrdé konkurenci města St. Gallen, naposledy v roce 1683. Přežilo pouze bělidlo (do roku 1842) a přádelna a tkalcovna lnu. Zvláště rozšířené bylo předení jemné lněné příze. Kolem poloviny 18. století se přidalo přádelnictví bavlny. Stejně jako v ostatních částech kantonu se i v Appenzellu zemědělství orientovalo na chov dobytka a produkci mléka s využitím Alp v oblasti Alpstein a ve zvláštním systému vlastnictví a spolupráce mezi alpskými mlékaři (majitelé dobytka, alpské letnění) a senáři (majitelé údolních statků, zimování). Obyvatelé Appenzellu měli různá zvláštní užívací práva ke společnému majetku ve vnitřní části země (obecní pozemky, alpy, lesy, pastviny).
Vyčlenění Appenzellu z opatské správy a povýšení obce Appenzell na hlavní město stejnojmenného kantonu si vyžádalo uvolnění náměstí pro zemský sněm (tzv. Landsgemeinde) a výstavbu radnice. 

Letecký pohled na Appenzell (1949)

18. března 1560 Appenzell zničil požár. Rekonstrukce byla z velké části založena na starých nádvořích a základech. Rozdělení původně unitárního kantonu Appenzell z náboženských důvodů na dnešní polokantony Ausserrhoden a Innerrhoden roku 1597 význam Appenzellu jako hlavního města značně oslabilo. Požáry v letech 1679 a 1701 vesnici zničily jen částečně. Stavby, které utvářely siluetu obce, byly farní kostel, postavený v letech 1560–1584, kostnice v letech 1560–1565, radnice mezi lety 1560–1583, zámek na jihovýchodním okraji obce v letech 1563–1570, kapucínský klášter v letech 1611–1622, zbrojnice před rokem 1568 a kapucínský klášter na západním okraji v letech 1587–1588. Srovnání historických pohledů (1586, 1642, 1839) ukazuje, že velikost a struktura osídlení obce se od 16. století do poloviny 19. století téměř nezměnila.
S výstavbou hlavních silnic (1852–1853 do Gaisu, 1862–1868 do Urnäsch, 1867–1869 do Wasserauenu, 1877 do Hundwilu, 1902–1914 do Oberriet) a postupným rozšiřováním železniční sítě čtyř železničních společností, které se později spojily do unitární železniční společnosti Appenzeller Bahnen (AB), se rozšiřovaly možnosti pro turistiku a průmysl.

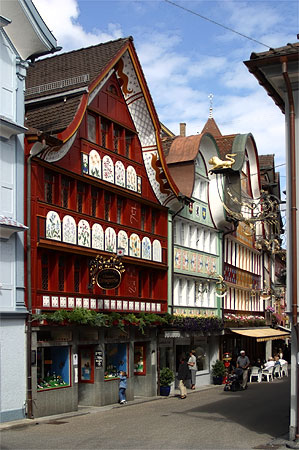
Typická architektura Appenzellu

Zemědělská oblast byla rozšířena melioracemi oblastí Forren (1936–1937) a Mendle (1943–1944). Hospodářská krize v oblasti, která začala v 70. letech 19. století, vedla k modernizaci zemědělství, která vyústila v založení tří družstev pro chov skotu (Appenzell 1894, Lehn 1945, Rapisau 1965).
S rozvojem oblasti Alpstein nabyl na významu sektor služeb (hotelnictví a turismus). Ke starším lázním Hoferbad (zmiňovaným v roce 1628) a Oberbad (1372) přibyla řada částečně krátkodobých zařízení. Od druhé světové války má v oblasti velký význam jednodenní turistický ruch. Koncentrace maloobchodu (více než 40 obchodů), bank, škol, pojišťoven a úřadů odráží význam Appenzellu jako regionálního centra (44,7 % dojíždějících v roce 1990).

## Obyvatelstvo
| Vývoj počtu obyvatel | Vývoj počtu obyvatel | Vývoj počtu obyvatel | Vývoj počtu obyvatel | Vývoj počtu obyvatel | Vývoj počtu obyvatel | Vývoj počtu obyvatel | Vývoj počtu obyvatel | Vývoj počtu obyvatel | Vývoj počtu obyvatel | Vývoj počtu obyvatel | Vývoj počtu obyvatel | Vývoj počtu obyvatel | Vývoj počtu obyvatel | Vývoj počtu obyvatel |
| -------------------- | -------------------- | -------------------- | -------------------- | -------------------- | -------------------- | -------------------- | -------------------- | -------------------- | -------------------- | -------------------- | -------------------- | -------------------- | -------------------- | -------------------- |
| Rok                  | 1535                 | 1597                 | 1626                 | 1664                 | 1713                 | 1801                 | 1850                 | 1880                 | 1900                 | 1920                 | 1950                 | 1970                 | 1980                 | 1990                 |
| Počet obyvatel       | 1 500                | 2 100                | 1 800                | 2 300                | 2 600                | 2 300                | 3 000                | 3 450                | 3 600                | 3 950                | 3 770                | 3 750                | 3 700                | 4 000                |

## Doprava
Z Gossau, Altstättenu a St. Gallenu vedou do Appenzellu úzkorozchodné železnice společnosti Appenzeller Bahnen a hlavní silnice. Vlakové spojení vede přes Herisau do Gossau (s přestupem v Curychu), přes Gais do St. Gallenu a směrem na Alpstein do Wasserauenu.

## Pamětihodnosti
Oblast města Appenzell je charakteristická zástavbou z doby po požáru v roce 1560. Částečně barevně natřené dřevěné domy s prohnutými nebo lomenými štíty jí dodávají zvláštní charakter, který nejoriginálněji vyjadřují řady domů v Hauptgasse. Pro místní styl jsou typické mimo jiné domy „Kreuz“ a „Raben“ na hlavní třídě Hauptgasse a uzavřená skupina domů u hostince Falken na Gaiserstrasse. Náměstí Landsgemeindeplatz, typické svou velkou lípou, je nepravidelně ohraničeno vysokou a nízkou zástavbou.

## Galerie

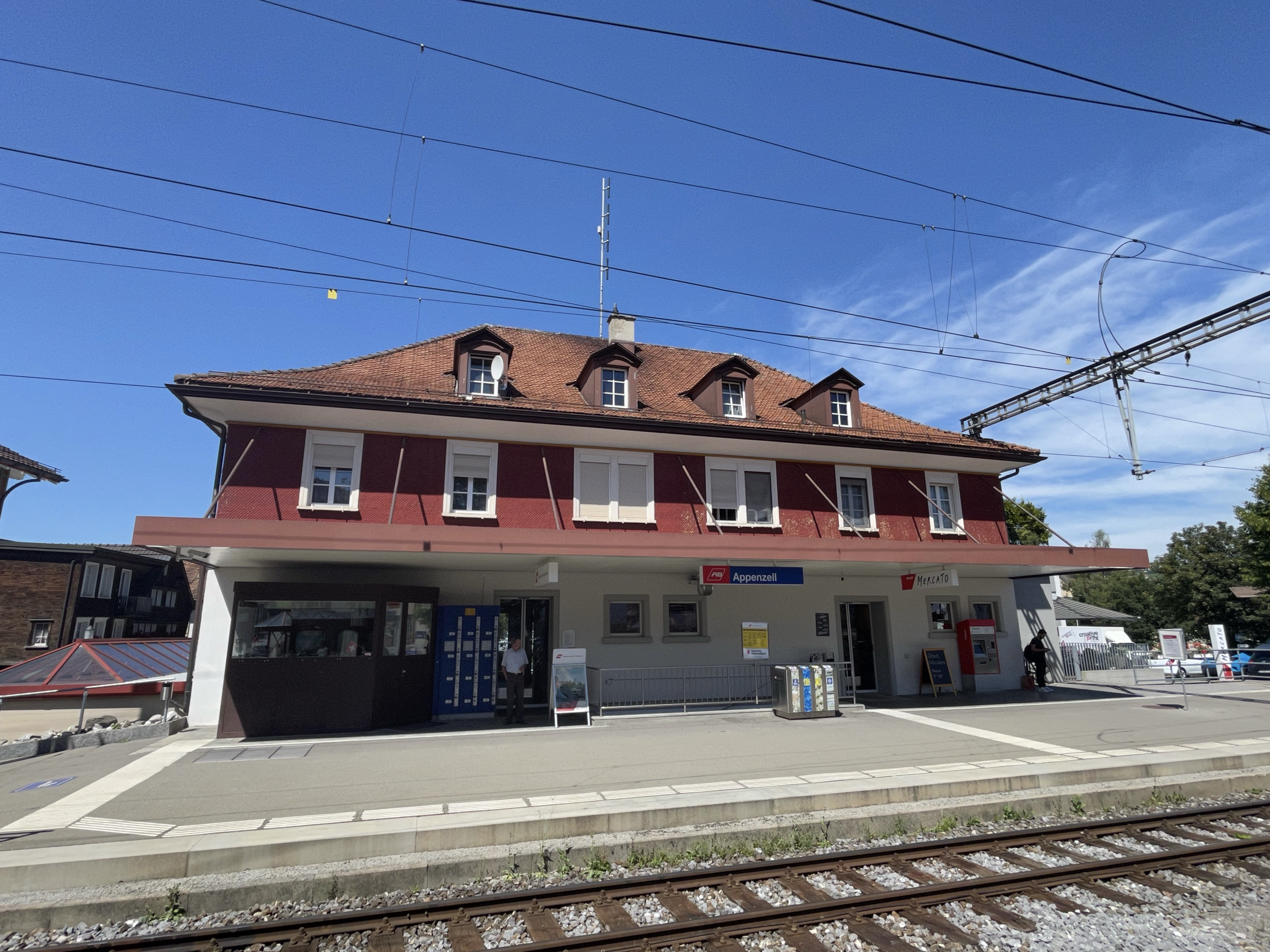
Železniční stanice Appenzell
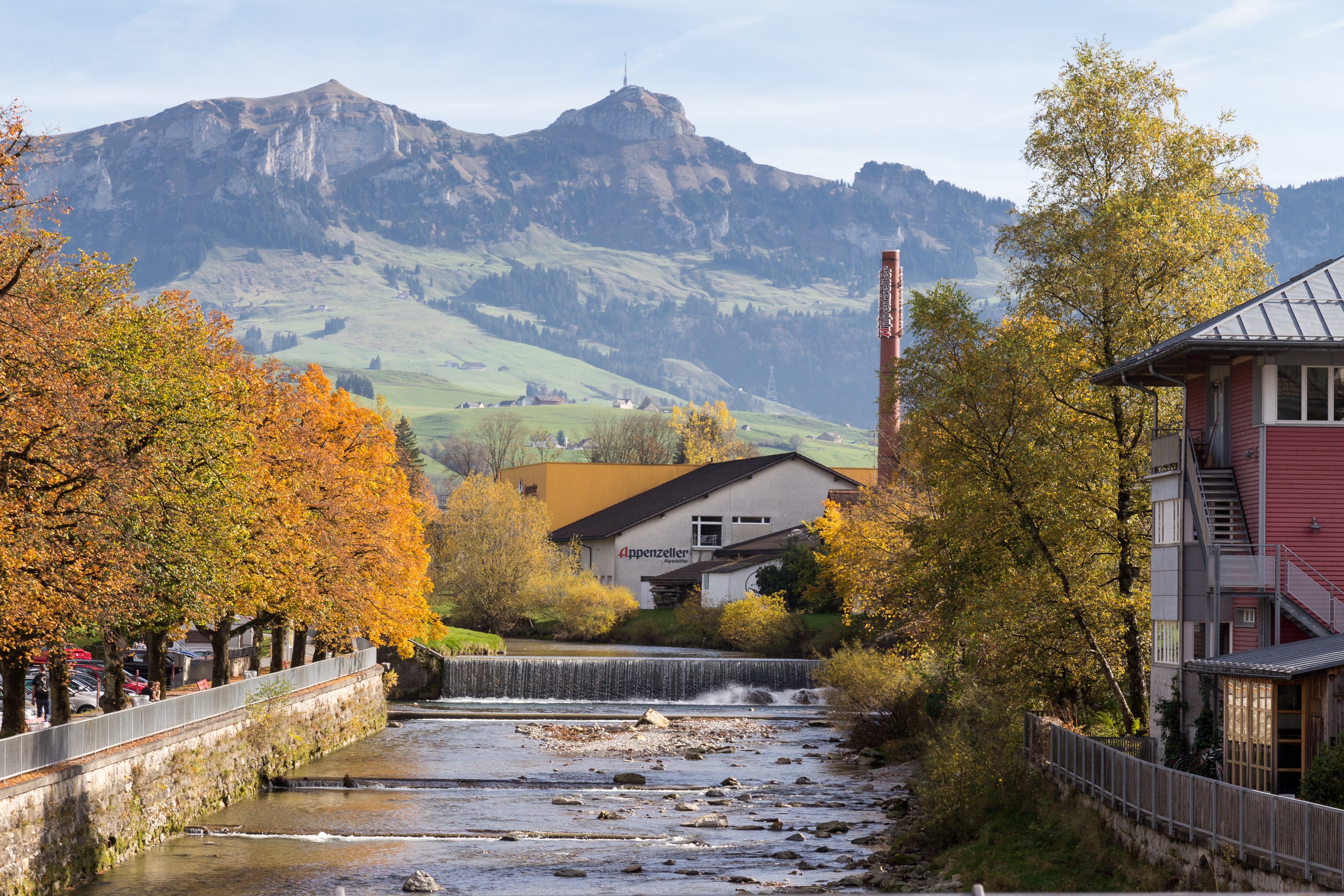
Lihovar „Appenzeller Alpenbitter“ u Sitteru, v pozadí masiv Hohe Kasten
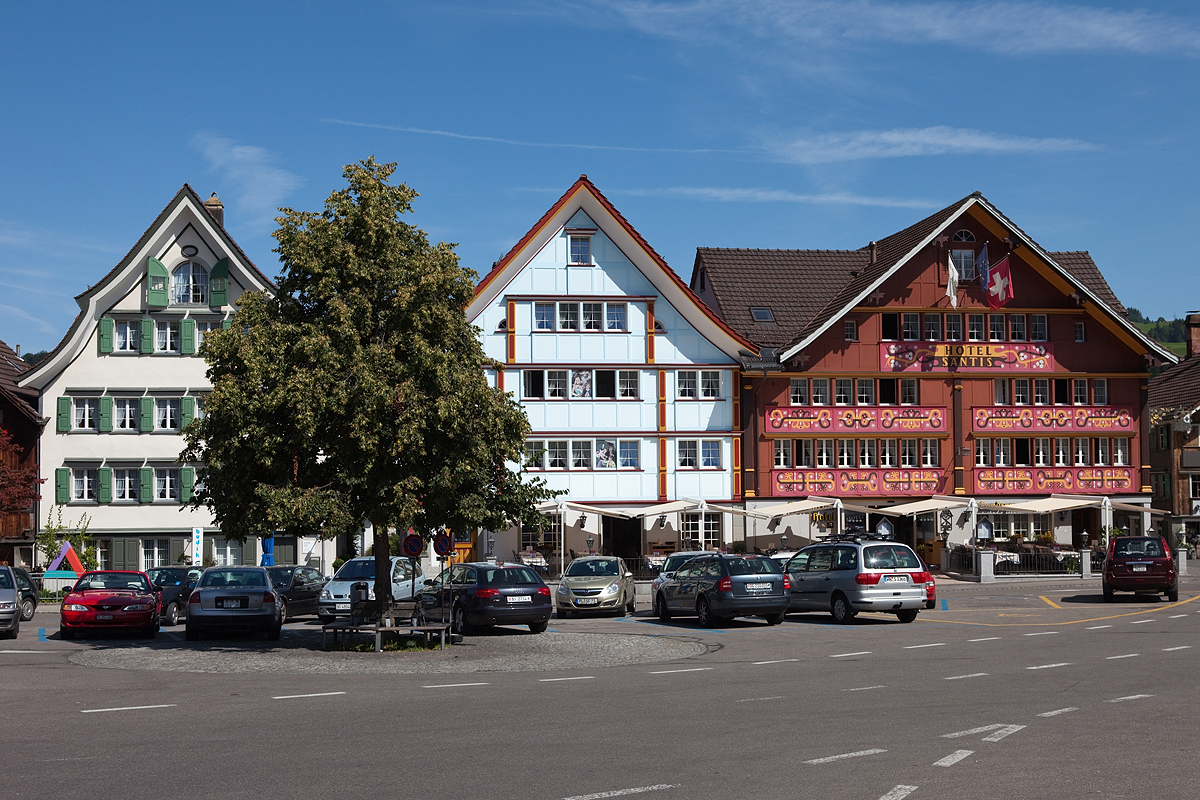
Náměstí
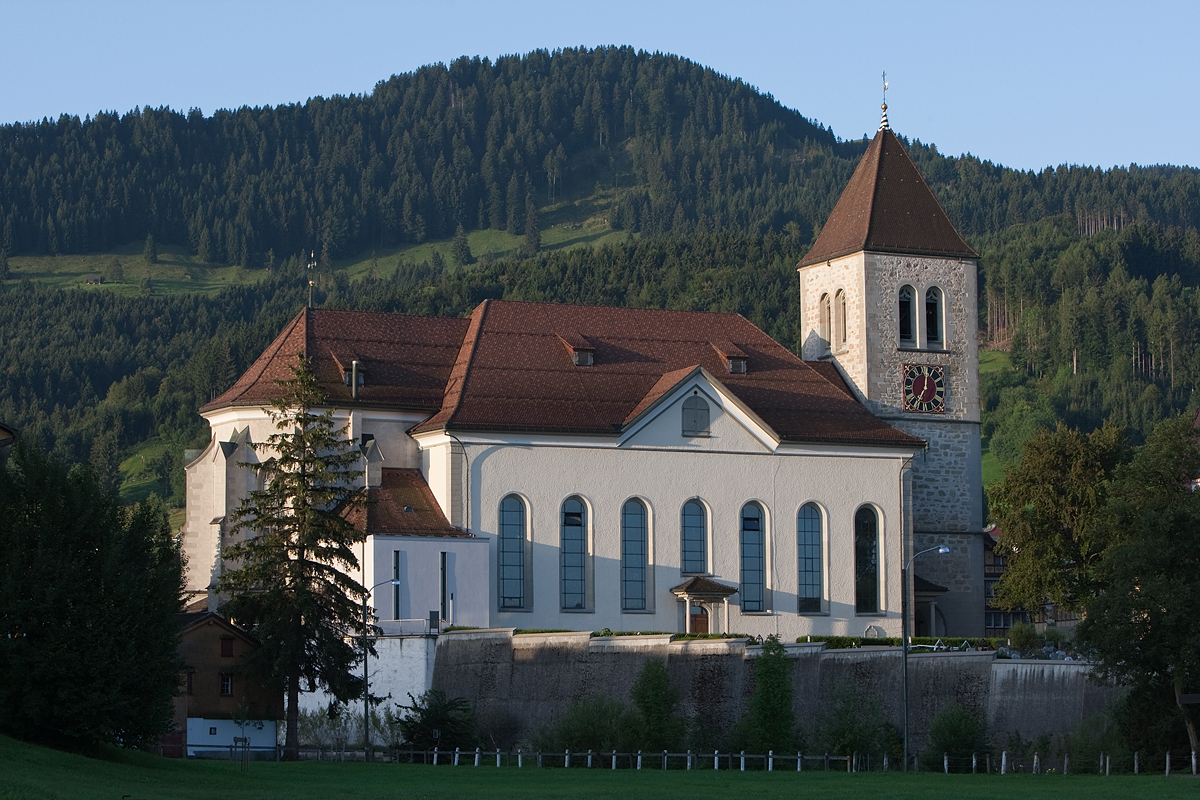
Kostel Sv. Mořice
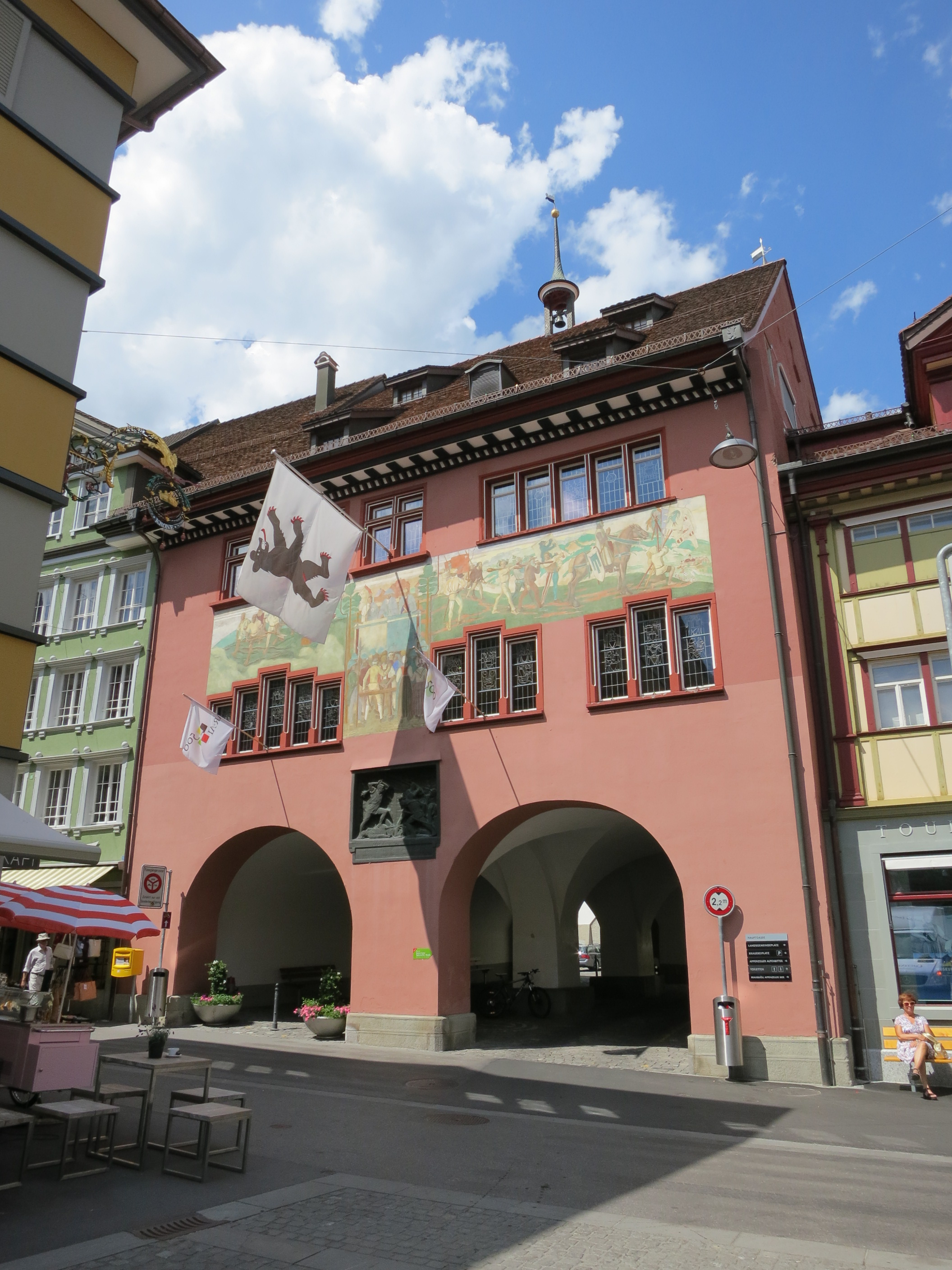
Radnice
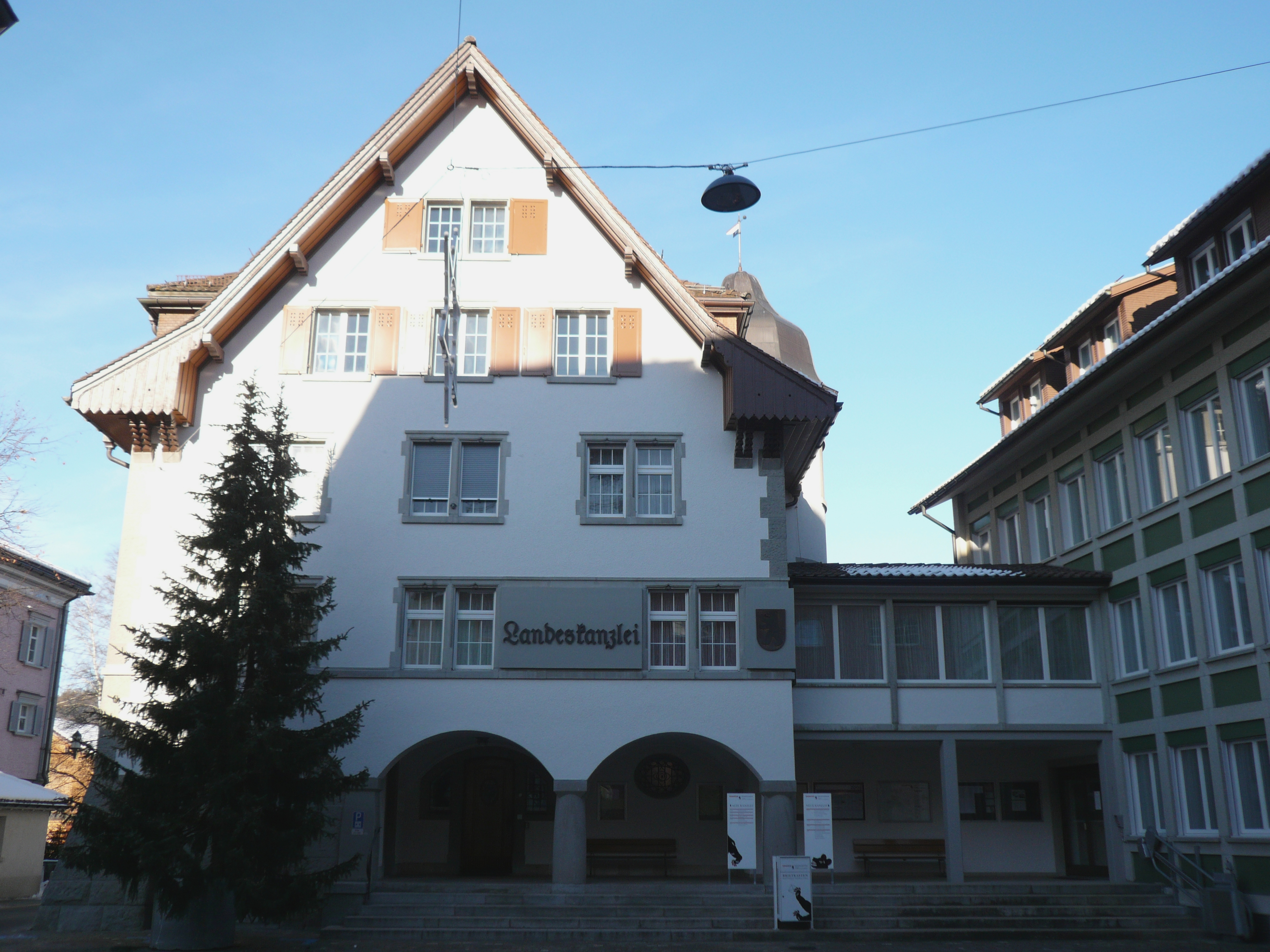
Sídlo kantonální vlády a kancléře
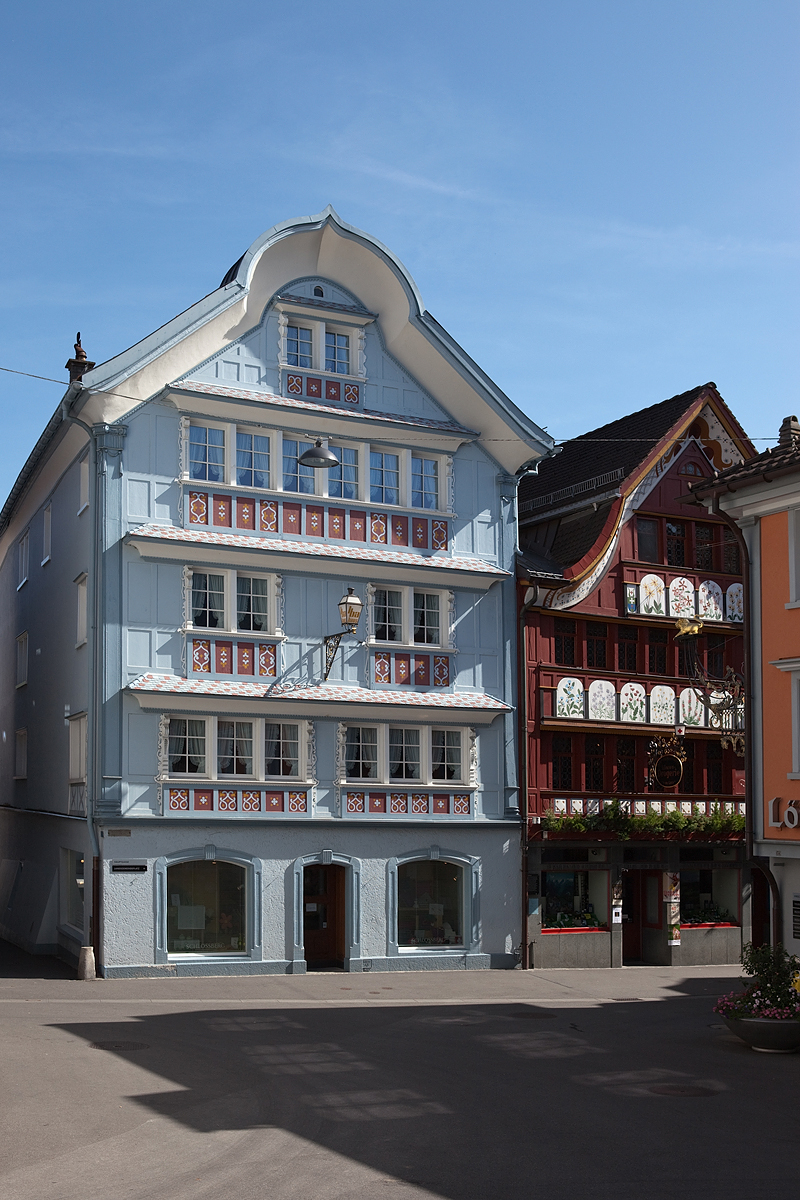
Domy na hlavní třídě
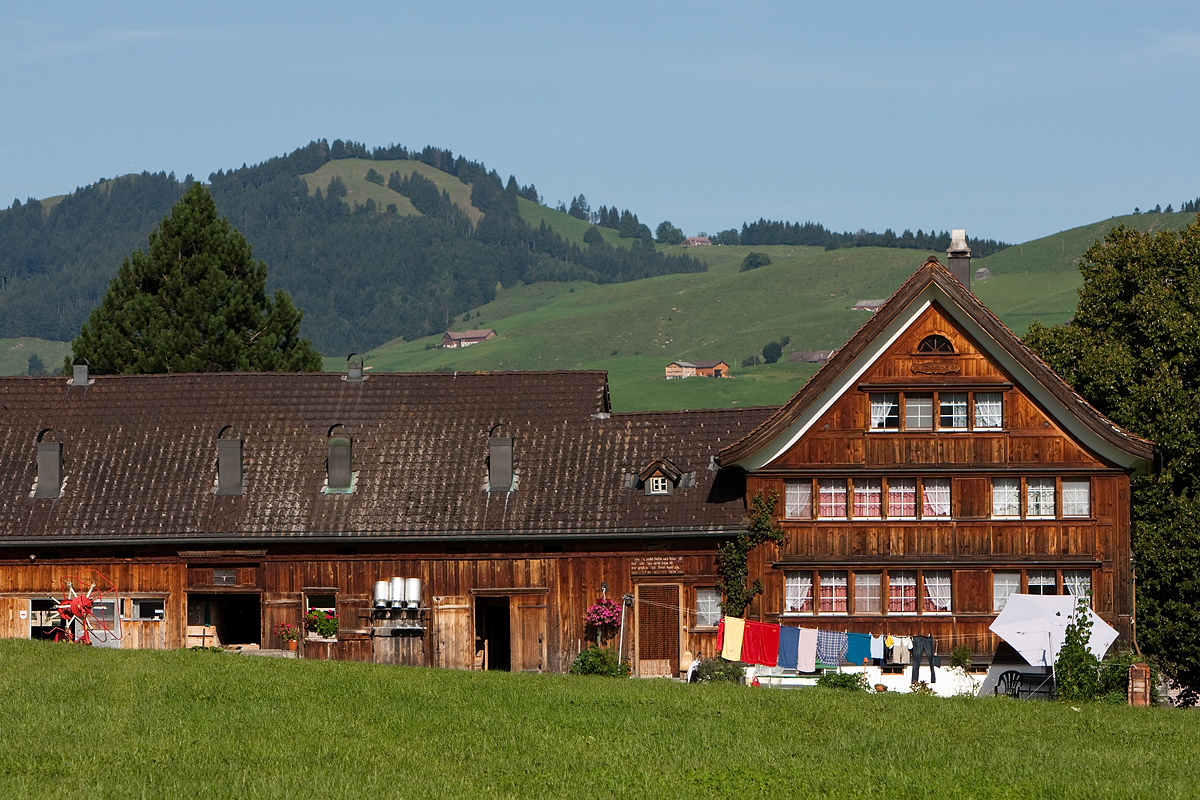
Typický statek v kantonu Appenzell